# Scummy Man
 (juillet 2025).
Pour plus de détails, voir Fiche technique et Distribution.
Scummy Man est un court métrage britannique réalisé par Paul Fraser en 2006. Il a été commandé par le groupe Arctic Monkeys et inspiré de leur morceau When the Sun Goes Down dont le clip utilise les rushes de tournage.
Scummy Man, comme When the Sun Goes Down, parle de la prostitution à Sheffield, d'où sont originaires les Arctic Monkeys, au travers d'un morceau de vie de Nina, jeune droguée, et de George, le "Scummy Man", type peu recommandable et "client" de Nina.
Le court métrage a été distribué en DVD par Domino Records en avril 2006, accompagné du clip de When the Sun Goes Down et d'un film bonus intitulé Just Another Day. Ce dernier relate les mêmes événements mais du point de vue du chauffeur de taxi, ce qui apporte plus d'espoir dans l'histoire.

## Fiche technique
- Photographie : Danny Cohen
- Musique : Arctic Monkeys
- Production : Mark Herbert et Diarmid Scrimshaw
- Société de distribution : Domino Records
- Format : 1,85:1 - stereo
- Langue : anglais

## Distribution
- Nina : Lauren Socha
- George : Stephen Graham
- Jock (le chauffeur de taxi) : Rowe David McClelland
- Le magicien : Andrew Turner

## Distinctions
- Meilleur DVD musical aux NME Awards 2007.
- Nomination au Festival international du film de Berlin 2007, catégorie Meilleur court métrage.